# Taimirita
La taimirita és un mineral de la classe dels elements natius. El nom ve donat per la localitat tipus, el dipòsit Talnakh, al campament de Norilsk-Talnakh de Ni-Cu, districte autònom a Taimir, Rússia.
Fins al mes de setembre de 2022 s'anomenava taimirita-I, canviant el nom a l'actual degut a les noves directrius aprovades per la CNMNC per a la nomenclatura de polimorfs i polisomes.

## Característiques
La taimirita és un mineral de fórmula química (Pd,Cu, Pt)₃Sn. Cristal·litza en el sistema ortoròmbic. La seva duresa a l'escala de Mohs és 5. És químicament similar a l'atokita.
Es troba classificada en el grup 1.AG.15 segons la classificació de Nickel-Strunz (1 per a Elements; A per a Metalls i aliatges intermetàl·lics i G per a Aliatges metàl·lics PGE; el nombre 15 correspon a la posició del mineral dins del grup). En la classificació de Dana el mineral es troba al grup 1.2.10.1 (1 per a Elements natius i aliatges i 2 per a Metalls del grup del platí i aliatges; 10 i 1 corresponen a la posició del mineral dins del grup).

## Formació i jaciments
S'ha descrit a l'Àsia, Europa i Àfrica. Es troba en grans i vetes prop del contacte entre el sulfur i minerals que formen roques en gabro-dolerita.